# 谷口千吉
谷口 千吉（たにぐち せんきち、1912年〈明治45年〉2月19日 - 2007年〈平成19年〉10月29日）は、日本の映画監督。妻は女優の八千草薫。東京府南葛飾郡寺島村（現在の東京都墨田区）出身。

## 来歴
東京府立第四中学校（現在の東京都立戸山高等学校）卒業。早稲田大学文学部英文科在学中は、千田是也、東野英治郎と演劇活動を行い左翼系新劇の演出家を目指すも弾圧を受けて1930年に中退。1933年に助監督としてP.C.L.（東宝の前身）に入社する。山本嘉次郎、島津保次郎らの助監督を務める。同期には、亀井文夫、本多猪四郎がいた。ともに山本の助監督についていた黒澤明、本多は親友である。
1947年、山岳アクション映画『銀嶺の果て』で監督デビュー。これは三船敏郎の俳優デビュー作でもあり、山男の谷口が北アルプスでロケをしたことで、第21回キネマ旬報ベスト・テン第7位を獲得するなど高い評価を受けている。この作品にサード助監督として付いた岡本喜八は、以降多くの谷口作品に助監督として付く事となった。
「芸術の黒澤、娯楽の谷口」と謳われて、東宝ではアクション路線を担当した。谷口本人があまり積極的に映画製作を行わなかった事や、私生活での問題などもあり、1950年代後半には会社から3年近く干された事もあった。1960年代にはB級アクション映画や喜劇映画が回ってくるようになり、監督本数は減少した。1970年の日本万国博公式記録映画の総監督を経て、1975年の『アサンテ サーナ』を最後に監督作品はなく、最後まで表立った活動は見られなかった。
2007年10月29日、誤嚥性肺炎のため死去。95歳没。

## 人物

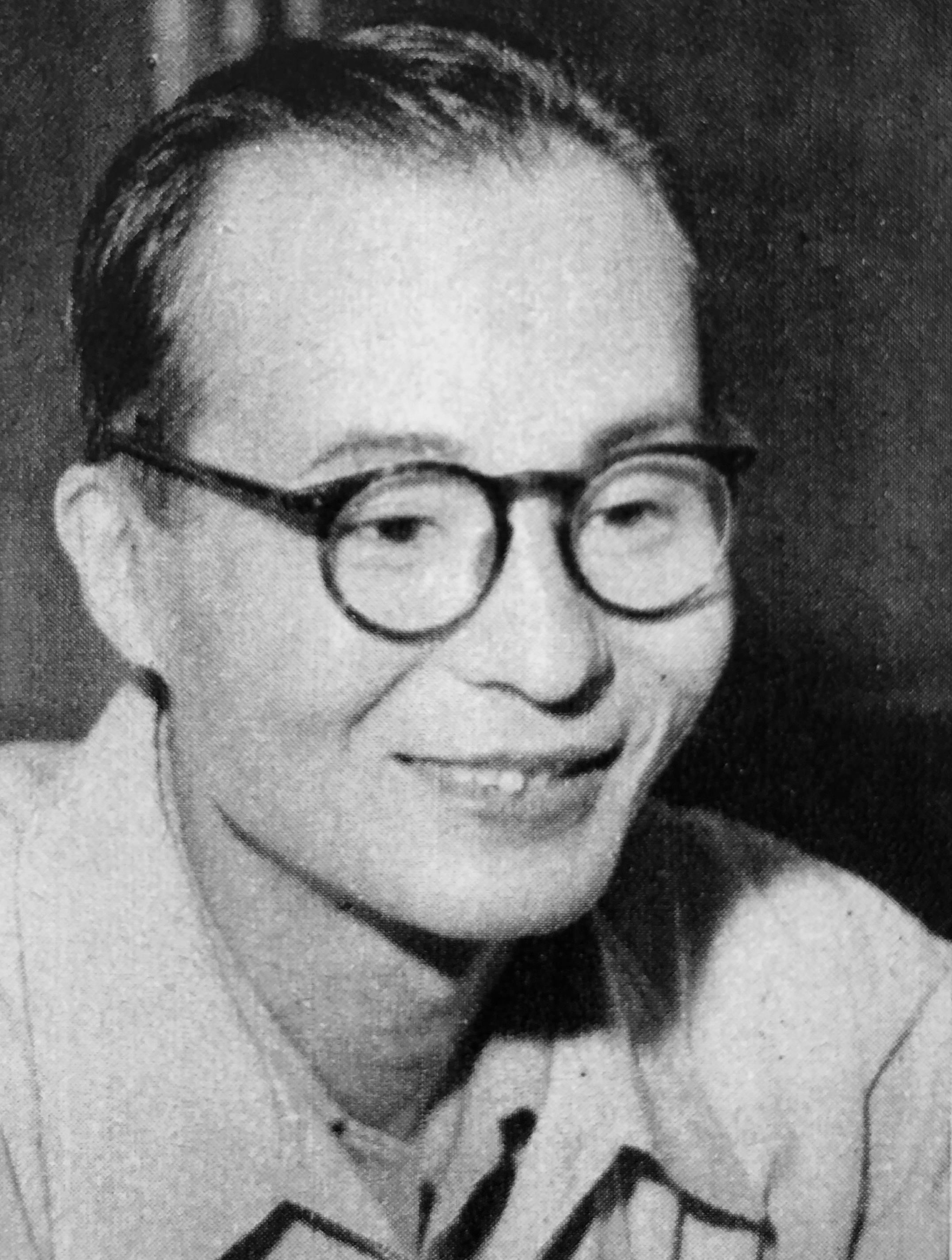
1954年

私生活では結婚を3度している。最初の結婚は脚本家の水木洋子で、1938年12月に乃木神社にて式を挙げたが、翌年の1939年にスピード離婚をしている。1949年には初監督作品の『銀嶺の果て』の撮影現場で知り合った若山セツ子と電撃結婚をしたが、後の1956年に『乱菊物語』の撮影で知り合った八千草薫と不適切な関係になり若山と離婚した。いきなり谷口に捨てられた若山は女優としての役柄の不満も相まって、精神不安定になり女優生命を縮めることになった。翌1957年に八千草と結婚しているが、この不倫スキャンダルが祟り、谷口自身も映画監督として3年近くメガホンを取らせて貰えず干されてしまった。
大学時代から登山に熱中し、日本山岳会会員でもあった。山歩きを趣味とした八千草ともども夫婦で登山を楽しんでいたという。
谷口が監督に予定されていた日本・インドネシア合作映画『栄光のかげに』が政治上の都合で制作中止となり、それに代わる作品として『ゴジラ』が企画された際に、プロデューサーの田中友幸は再び谷口に監督を打診したが、谷口は「人間ものでないものは撮れない」としてこれを断った。

## 主な監督作品
- 東宝ショウボート（1946年）
- 銀嶺の果て（1947年）
- ジャコ万と鉄（1949年）
- 暁の脱走（1950年）
- 魔の黄金（1950年）
- 愛と憎しみの彼方へ（1951年）
- 誰が私を裁くのか（1951年）
- 死の断崖（1951年）
- 霧笛（1952年）
- 激流（1952年）
- 吹けよ春風（1953年）
- 赤線基地（1953年）
- 潮騒（1954年）
- 裸足の青春（1956年）
- 乱菊物語（1956年）
- 嵐の中の男（1957年）
- 国定忠治（1960年）
- 男対男（1960年）
- 紅の海（1961年）
- 紅の空（1962年）
- やま猫作戦（1962年）
- 大盗賊（1963年）
- 独立機関銃隊未だ射撃中（1963年）
- 馬鹿と鋏（1965年）
- 国際秘密警察シリーズ
  - 国際秘密警察 鍵の鍵（1965年）
  - 国際秘密警察 絶体絶命（1967年）
- 奇巌城の冒険（1966年）
- カモとねぎ（1968年）

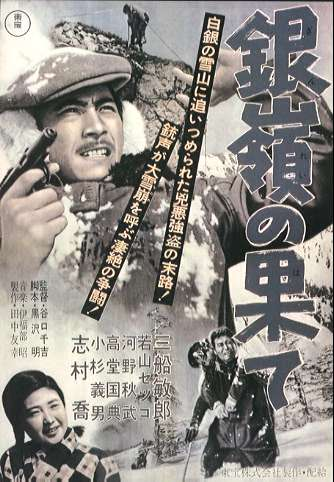
『銀嶺の果て』（1947年）

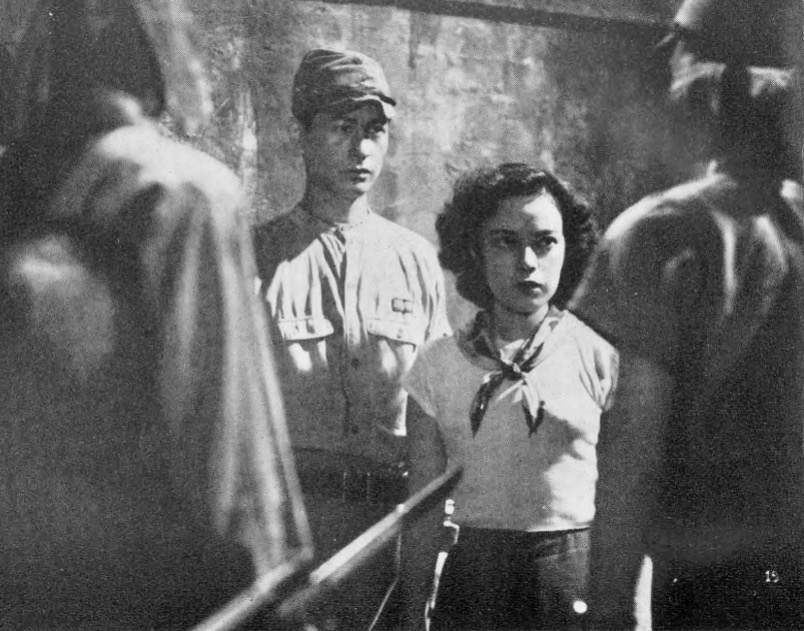
『暁の脱走』（1950年）

- 公式長編記録映画 日本万国博（1971年）
- アサンテ サーナ（1975年 自主上映）